# Лидман, Ханс
Ханс Лидман (22 августа 1910 года, Сверг — 4 апреля 1976 года, Эдсбюн) — шведский писатель

 и фотограф, автор большого количества популярных книг о природе полярной Скандинавии и быте саамов.
В первый год жизни с родителями переехал Эдсбюн, где вырос и провёл всю жизнь. Не получил биологического образования, но с молодых лет участвовал в природоохранной деятельности, был учредителем и председателем местной ассоциации охраны природы. С 1933 года публиковался в местных газетах, с 1941 год практически каждый год писал по 1—2 книге, некоторые из которых опубликованы лишь посмертно. В 1943 году женился на учительнице Клари Нэслунд из Херносанда. В периоды 1950-х и 1960-х годов был наравне с Астрид Линдгрен самым продаваемым автором в Швеции.
В общей сложности написал около 60 книг, существуют переводы различных книг на 10 языков, в том числе 23 книги вышли на норвежском , 13 — на финском, 3 — на русском («В лесах бескрайних», 1966; «Звезда Лапландии», 1976; «Полярная ночь», 1985).
Покончил с собой в 1976 году; похоронен на кладбище Ованакерс.
В музее Эдсбюна и библиотеке Эдсюбна собраны книги книги и фотографии Лидмана. С 1987 года существует общество Лидмана с ежегодными собраниями, экскурсиями, ежегодным журналом.